# Skepptjärnen
Skepptjärnen är en sjö i Årjängs kommun i Värmland och ingår i Göta älvs huvudavrinningsområde. Sjöns area är 0,058 kvadratkilometer och den befinner sig 202 meter över havet.